# Route nationale 2 (Saint-Pierre-et-Miquelon)
Pour les articles homonymes, voir Route nationale 2.
La route nationale 2 ou RN 2 est une route nationale française de Saint-Pierre-et-Miquelon.

## Tracé
- La Pointe (ancien aéroport)
- Hôpital de Saint-Pierre-et-Miquelon
- Aéroport de Saint-Pierre Pointe-Blanche (via la route de la Pointe Blanche)
- Port de Saint-Pierre
- Centre-ville (croisement RN 1)
- Centrale électrique
- Le Frigorifique